# August Klotz (Politiker)
Christian August Klotz (* 6. Oktober 1857 in Burg (bei Magdeburg); † 28. Dezember 1925 in Hannover) war Oberbürgermeister in Düren.

## Leben
Klotz war Sohn eines Gutsbesitzers. Er studierte Rechtswissenschaften an der Universität Göttingen und wurde dort 1877 Mitglied des Corps Brunsviga. Nach einer Stelle als Gerichtsassessor in Hannover wurde er Senator und Polizeidirektor in Lüneburg. Danach wurde er zum zweiten Bürgermeister in Mannheim gewählt.
Klotz wurde am 14. Juni 1894 als Nachfolger von Hubert Jakob Werners Bürgermeister von Düren. Von der liberalen Mehrheit gewählt, gelang es ihm, die Gegensätze zwischen der liberalen und katholisch-klerikalen Fraktion zu überbrücken. In seiner Amtszeit wurde der Stadtpark neu gestaltet. Elektrizitätswerk, Schlachthof, Krankenhaus, Theater, Museum und mehrere Schulen entstanden neu. Am 12. September 1905 erhielt Klotz den Titel Oberbürgermeister. Nach 27 Dienstjahren verabschiedete er sich am 1. Juli 1921 in den Ruhestand. Sein Nachfolger wurde Ernst Overhues. Von 1899 bis 1918 war er Abgeordneter im Provinziallandtag der Rheinprovinz.
Nach seinem Tod am 28. Dezember 1925 wurde Klotz am 3. Januar 1926 in einem Ehrengrab auf dem neuen Friedhof beigesetzt. 

## Ehrungen
- Ernennung zum fünften Ehrenbürger der Stadt Düren am 7. Juli 1921.
- Umbenennung der bisherigen Lindenpromenade am 22. September 1932 in August-Klotz-Straße.